# Kees Quax

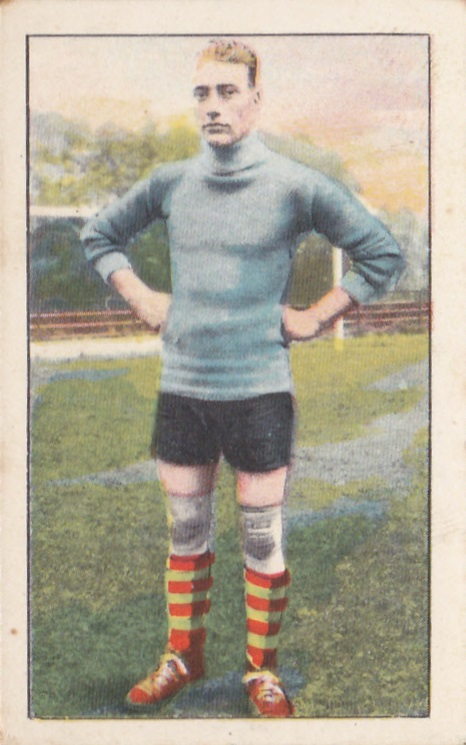
Kees Quax (1931)

Cornelis Johannes „Kees“ Quax (* 14. Juli 1905 in Den Haag; † 18. März 1973) war ein niederländischer Fußballspieler. 1926 spielte er dreimal in der Nationalmannschaft.
Quax war in den 1920er Jahren Torhüter von ADO Den Haag, mit dem er 1927 in die erste Liga aufstieg. Nach Wim Tap war er der zweite Nationalspieler des Vereins. Er gehörte schon als Zweitligaspieler 1925 als zweiter Keeper hinter Gejus van der Meulen zum Kader der Elftal. 1926 durfte er in drei aufeinanderfolgenden Spielen für van der Meulen das Tor hüten. Das erste dieser Spiele fand in Düsseldorf statt. Gegen Deutschland gab es am 18. April 1926 eine 2:4-Niederlage; Sepp Pöttinger und „Tull“ Harder überwanden Quax jeweils zwei Mal. 14 Tage später traten die Niederlande zuhause gegen Belgien an; mit Quax im Tor verloren sie 1:5. Auch Quax' drittes und letztes Länderspiel stand unter keinem guten Stern; im Kopenhagener Idrætsparken musste er erneute viermal hinter sich greifen; Dänemark gewann mit 4:1 gegen Oranje; drei der Treffer markierte Viggo Jørgensen. Danach saß Quax noch einmal auf der Bank der Niederländer, kam jedoch zu keinem weiteren Einsatz.